# Безмоторно змајарство
Безмоторно змајарство је један од ваздухоловних спортова. То је рекреациони и такмичарски спорт сродан ваздухопловном једриличарству, али који користи много једноставнију конструкцију која се састоји из неких најосновнијих елемената. 

## Историја
70-тих година се појављују у широј примени слободноједрећи змајеви, изузетно једноставне конструкције, пресвучени једноставним платном и са веома лошим летним карактеристикама. Убрзо, змајеви доживљавају трансформацију у летелице које су доста сигурније за летење, које имају већу финесу што се тиче долета. Почињу да се користе савременији материјали за пресвлачење платна као што су дакрон и многи други. Металне конструкције се праве од легуре зване дур алуминијум што их одликује већом чврстоћом и мањом тежином. Данашњи змајеви се од првих змајева разликују по томе што се платно код њих пресвлачи материјалима као што су милар, технора. Затим металне конструкције се раде од карбона и епоксидне смоле.

## Делови змаја

### Кобилица
Кобилица је основна уздужна цев на коју се вежу практично сви остали главни делови змаја.

### Нападна ивица
Постоји лева и десна. Цеви које формирају предњи руб крила, те преузимају део оптерећења крила. Најчешће су сачињене од два сегмента чиме се повећава еластичност и чврстоћа.

### Цеви триангла
Чине две вертикалне и једна хоризонтална цев за коју се пилот држи и она се назива спид бар. Бочне цеви су релативно мекане јер се на њихово ломљење троши део кинетичке енергије приликом слетања. На његове крајеве се веже доњи систем сајли, од којих су најбоље бочне доње на које се преноси главнина оптерећења крила.

### База триангла
База триангла је такозвани спидбар. За њу се пилот држи и она служи за управљање.

### Рамењача
Постоји лева и десна. Цеви које носе главни део оптерећења крила. Код модерних змајева нису чврсто везане за кобилицу- тзв "пливајућа рамењача", која ублажава ударце и бацања у термици, те олакшава управљање.

### Горња ребра (лате) и доња ребра
Дају аеродинамички облик једру или крилу. Начињена од танких алуминијумских цеви или у комбинацији са различитим еластичним материјалима.

### ВИНГ-ТИП
ВИНГ-ТИП је правилно витоперење крила у лету.

### Систем доњих сајли
Систем доњих сајли имају вишеструку улогу. Једна је учвршћивање триангла. Другу имају првенствено бочне сајле - преузимају главно оптерећење крила.

### Систем горњих сајли
Одржава одговарајуће витоперење крила при малим брзинама, те учвршћује крило док на њему нема узгона- на тлу и при малим брзинама.

### Једро
Једро се састоји од горњаке и доњаке. Најчешће је начињено од дакрона, а новији модели од материјала који се називају милар, технора. Део једра што иде преко нападне ивице је од чврстог и глатког материјала како се у лету не би мењао облик, те како не би долазило до одлепљивања струјница на самој нападној ивици крила.

### Гуртна
Постоји велика и мала. Оне висе на кобилици. Мала или главна, одређује висину на којој је окачен пилот, док је велика сигурносна и она се користи уколико дође до оштећења главне.

## Подела змајева по класама
Постоје:
ДХВ 1 или школски змајеви јесу змајеви на којима се врши почетничка обука у летењу и провера технике пилотирања.
ДХВ 2 или прелазно - тренажни змајеви су змајеви за тренажно летење, ради оспособљавања за летење на високоспособним змајевима.
ДХВ 3 или високоспособни змајеви представљају змајеве високих квалитета у погледу аеродинамичких карактеристика, а користе се у такмичењеу и при обарању рекорда.

## Инструменти
Основни и незаменљиви инструмент који се користи приликом летења јесте вариометар. Вариометар мери варијацију у промени атмосферског притиска. Говори колико је пењање или губљење висине. Бележе комплетне летове. Савремени вариометри су као мини компјутери јер поседују навигацију односно ГПРС. Савремени вариометри могу да забележе и преко 30 трек-логова тј бележе свеукупни лет и шта се све током тог лета догађало. 

## Управљање змајем
Змајем се управља пребацивањем тежине пилота. Пилот виси обешен за змаја и рукама држи базу триангла-спидбар. Померањем спид бара напред/назад (тј. свог тела у односу на спидбар) пилот успорава/убрзава- понире. Помицањем спидбара лево/десно пилот ради заокрете. Највећа висина до које може да се лети је 4000м, зато што изнад 4000м долази до смањења кисеоника. Наравно, само веома искусни летачи могу да иду и изнад 4000м али за то су потребне боце са кисеоником. Лет траје у зависности од временских услова и вештине пилота. Ако су временски услови добри пилот може летети колико год дуго жели (колико може да издржи), а уколико су временски услови лоши чак ни најискуснији пилоти неће летети дуже од неколико минута. Летови обично трају од 2-4 сата. Рекорд је 18 сати. Може се полетети са било које падине која је стрмија од 6:1 и окренута према ветру. Пилот се затрчи са змајем и већ након неколико корака је у ваздуху. Слеће на ливаду са доскоком на ноге. Минималне димензије ливаде зависе од од вештине пилота. Наравно, што је ливада већа то боље. Минималне димензије за сигурно слетање су око 20x70 метара. Највећи забележен лет икада на змају узноси 780 km.

## Обука
Сама обука изискује сертификат од стране инструктора. Обука није компликована, и састоји се из усменог и практичног дела.
Усмени део се састоји из упознавања змаја, затим аеродинамичких принципа летелице, ваздухопловне метеорологије од којих су пресудни атмосферски услови који владају у условима где се лети. Мора да се научи и приступ на место слетања, али и да се зна која је највећа висина до које може да се лети. Код практичног дела се прво вежба трчање на равној површини, без јачег ветра. Облачи се врећа, онда се трчи са крилом како би се научило контролисање крила. Када се све то научи иде се на мала брда (најчешће падине од пар степени) где се лети низ падину. Вежба се старт и слетање, одржавање правца. Када се то савлада, следи мало веће брдо. Вежба се висински старт на висини од 200-500м. Радио веза између ученика и инструктора је обавезна сво то време. Када се полети, инструктор даје инструкције ученику да смањи или повећа брзину, направи круг, да слети на означено место односно он тада вежба најосновније технике. Након тога, када ученик савлада све те технике следи падинско летење или летење на падини. Ту ученик учи како да лети уз помоћ динамичког подизања летелице тј. како да користи јачину ветра која долази на брдо. Следећа фаза јесте усавршавање кандидата (ученика). Он учи како да лети у термици која представља метеоролошке појаве које се манифестују тако што се загрејан ваздух при тлу одваја, и одлази у висину. Тај ваздух је загрејан услед сунчеве енергије. Такве термичке стубове једриличари користе за постизање висине. Том приликом, ученик учи технике проналажења термичког стуба, затим уласка у тај стуб, изласка. Након завршене обуке, ученик је спреман да самостално лети.

## Безмоторно змајарство у Србији
У Србији нажалост овај екстремни спорт није толико заступљен. Пар ентузијаста из Суботице, Вршца и Лознице окупили су се пар пута и организовали летења са Торника (2003), са Гучева (2003), и у Вршцу (2005). Први лет са Гучева био је 06.12.2003. године. 
Нажалост, не постоје клубови управо због слабе заступљености ове врсте спорта у нашој земљи.

## Галерија
- Безмоторно-змајарство летење
- Безмоторно-змајарство тренинг